# 나카피리피리트구

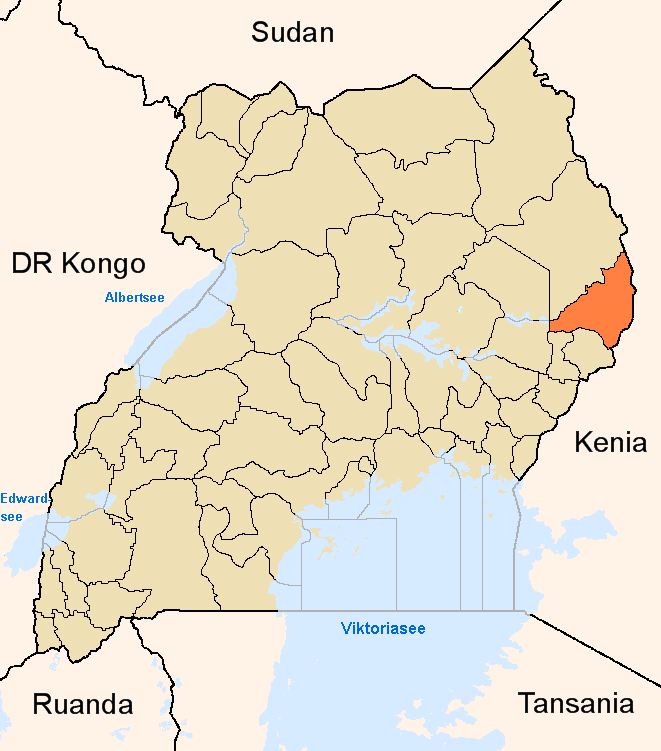
나카피리피리트 구의 위치

나카피리피리트구(Nakapiripirit)는 우간다 동부에 위치한 구로, 행정 중심지는 나카피리피리트이며 면적은 6,379km2, 인구는 90,920명(2002년 인구 조사 기준)이다.
행정 구역상으로는 북부 주에 속하며 2개 군(카담 군, 우페 군)을 관할한다. 남쪽으로는 카프초르와 구와 부쿼 구, 시론코 구, 서쪽으로는 카타퀴 구와 쿠미 구, 부케데아 구, 동쪽으로는 케냐 리프트밸리 주와 접한다.

## 같이 보기
- 북부주 (우간다)
- 우간다의 행정 구역